# Hemiptarsenus waterhousii
Hemiptarsenus waterhousii är en stekelart som beskrevs av John Obadiah Westwood 1833. Hemiptarsenus waterhousii ingår i släktet Hemiptarsenus och familjen finglanssteklar. Inga underarter finns listade i Catalogue of Life.